# Sara Enqvist
Sara Enqvist (* 24. April 1980) ist eine frühere schwedische Biathletin.
Sara Enqvist startete 2005 in mehreren Rennen im Europacup. Ihre ersten Rennen bestritt sie in Garmisch-Partenkirchen und gewann als 18. eines Einzels und 19. eines Sprints sofort Punkte. Kurz darauf konnte die Sportsoldatin in Ridnaun ihre besten Platzierungen auf Rang 12 im Sprint und elf in der Verfolgung verbessern. Ihren größten Erfolg erreichte sie im Staffelrennen in Ridnaun, als sie an der Seite von Anna Maria Nilsson, Johanna Holma und Helena Jonsson hinter der deutschen und einer gemischten internationalen Staffel Drittplatzierte wurde und damit zum ersten und einzigen Mal in ihrer Karriere eine Podiumsplatzierung in der Rennserie erreichte. Einzige internationale Meisterschaft und Abschluss der Karriere wurden die Militär-Skiweltmeisterschaften 2006 in Andermatt, bei denen Enqvist 20. des Sprints wurde.